# Calle San Agustín (Málaga)
La Calle San Agustín es una vía peatonal en la mayor parte de su recorrido situada en el centro histórico de la ciudad de Málaga, España.

## Recorrido
Su trazado es estrecho e irregular, propio del urbanismo árabe medieval y transcurre de Sur a Norte desde la Calle Císter hasta la Calle Granada a lo largo de aproximadamente 170 metros.
Parte de la Calle Cister en un lateral de la Catedral de Málaga. Se cruza con las calles Duque de la Victoria, Echegaray y San José, hasta desembocar en la Calle Granada.
Durante su recorrido se encuentran establecimientos de restauración y terrazas en un entorno de calle empedrada y edificios antiguos entre los que destaca el Convento de San Agustín, su iglesia y plaza y el Palacio de Buenavista donde se ubica el Museo Picasso Málaga.
Esta calle aparece en postales e imágenes típicas de la ciudad y ha sido escenario de la película El camino de los ingleses dirigida por Antonio Banderas.